# Дзвоник
«Дзвоник» — часопис для українських дітей Румунії. Місячник Союзу українців Румунії.
Засновано 2007 року, видається з 2008 року.
Головний редактор — письменник Микола Корсюк. У редакції також працюють Михайло Михайлюк, Людмила Дорош, Іван Ковач, Марія Чубіка.
Серед авторів письменники Михайло Трайста, Віргілій Ріцко, Василина Головчук, Марія Опрішан.